# Latticini

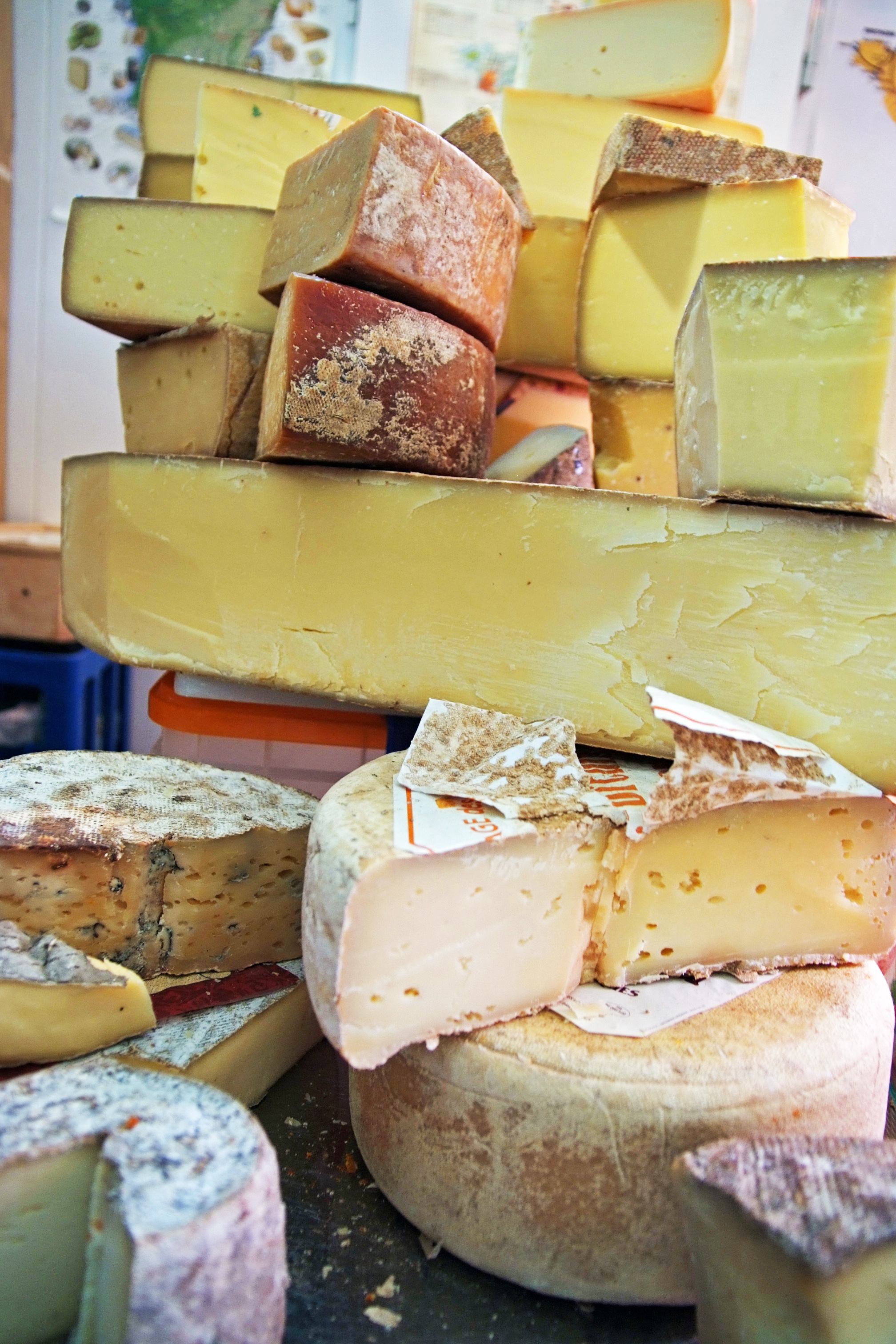
Formaggi

Il termine latticini (singolare latticìnio, dal latino lacticinium) indica prodotti alimentari ottenuti dalla lavorazione del latte.

## Prodotti

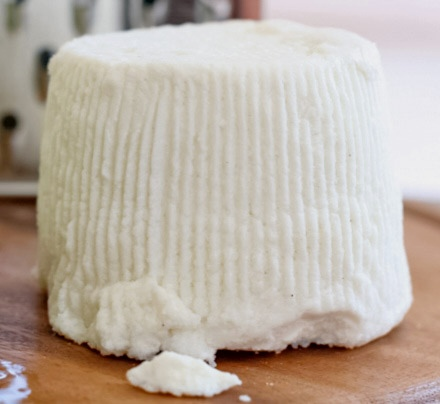
Ricotta

Tra i prodotti caseari più diffusi vi sono il formaggio, la ricotta, il burro, lo yogurt e la panna.
- Il formaggio è ottenuto tramite coagulazione della parte proteica del latte (caseina) e della parte grassa per mezzo del caglio; si distinguono tra essi i formaggi freschi e i formaggi stagionati. Il formaggio, ai fini della legge italiana, non è un latticinio.

- La ricotta si ottiene come residuo della produzione del formaggio dalla cagliata ovvero come parte del siero del latte.

- Il burro è prodotto dalla lavorazione della panna (o crema di latte), con formazione di un'emulsione.

- Lo yogurt[2] viene realizzato per fermentazione batterica degli zuccheri presenti nel latte.

- La panna è costituita dalla parte grassa del latte, ottenuta per centrifugazione o per affioramento in seguito a decantazione lenta.

- Si considera latticinio anche il kéfir.

## Galleria d'immagini

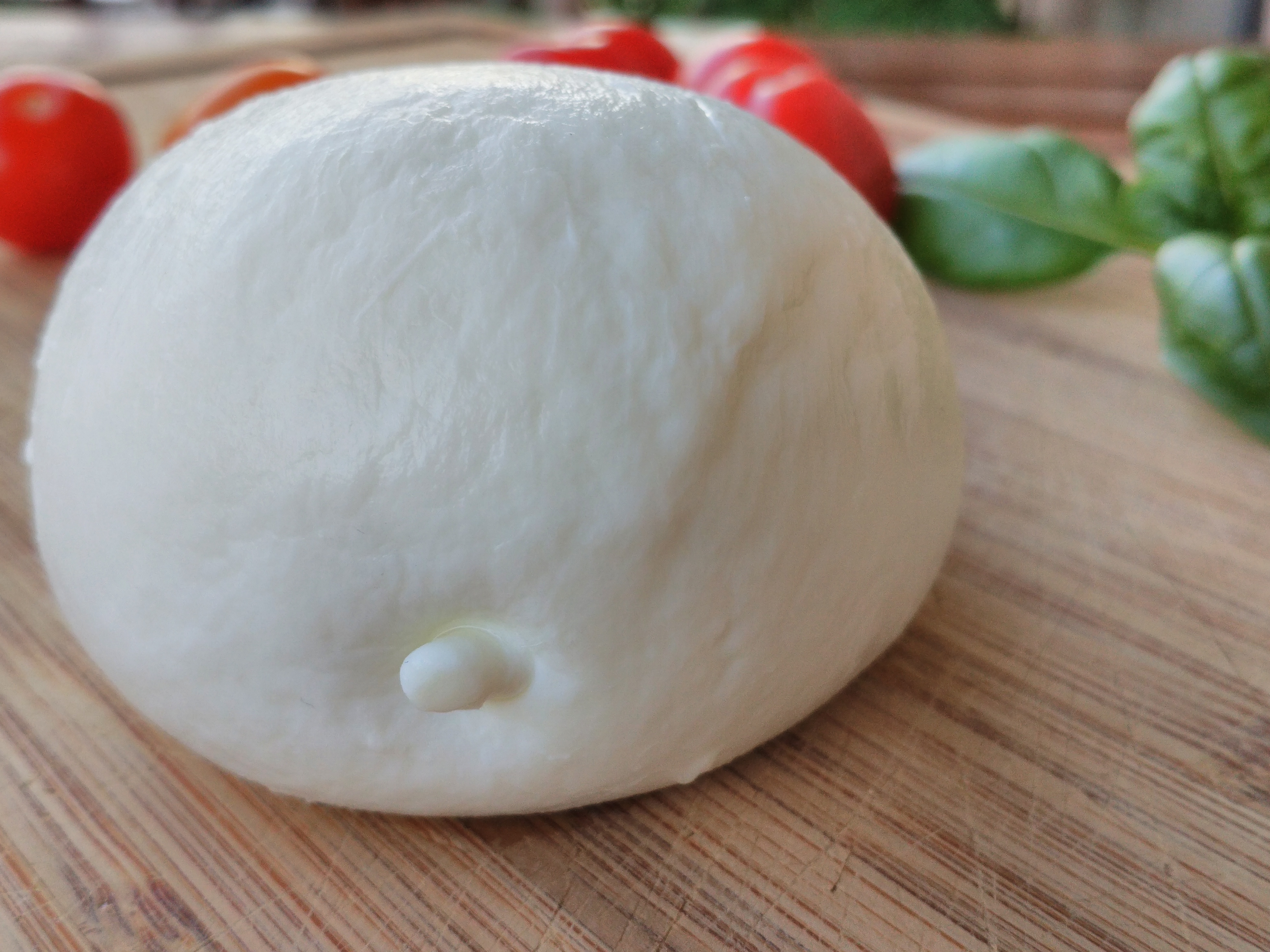
Mozzarella
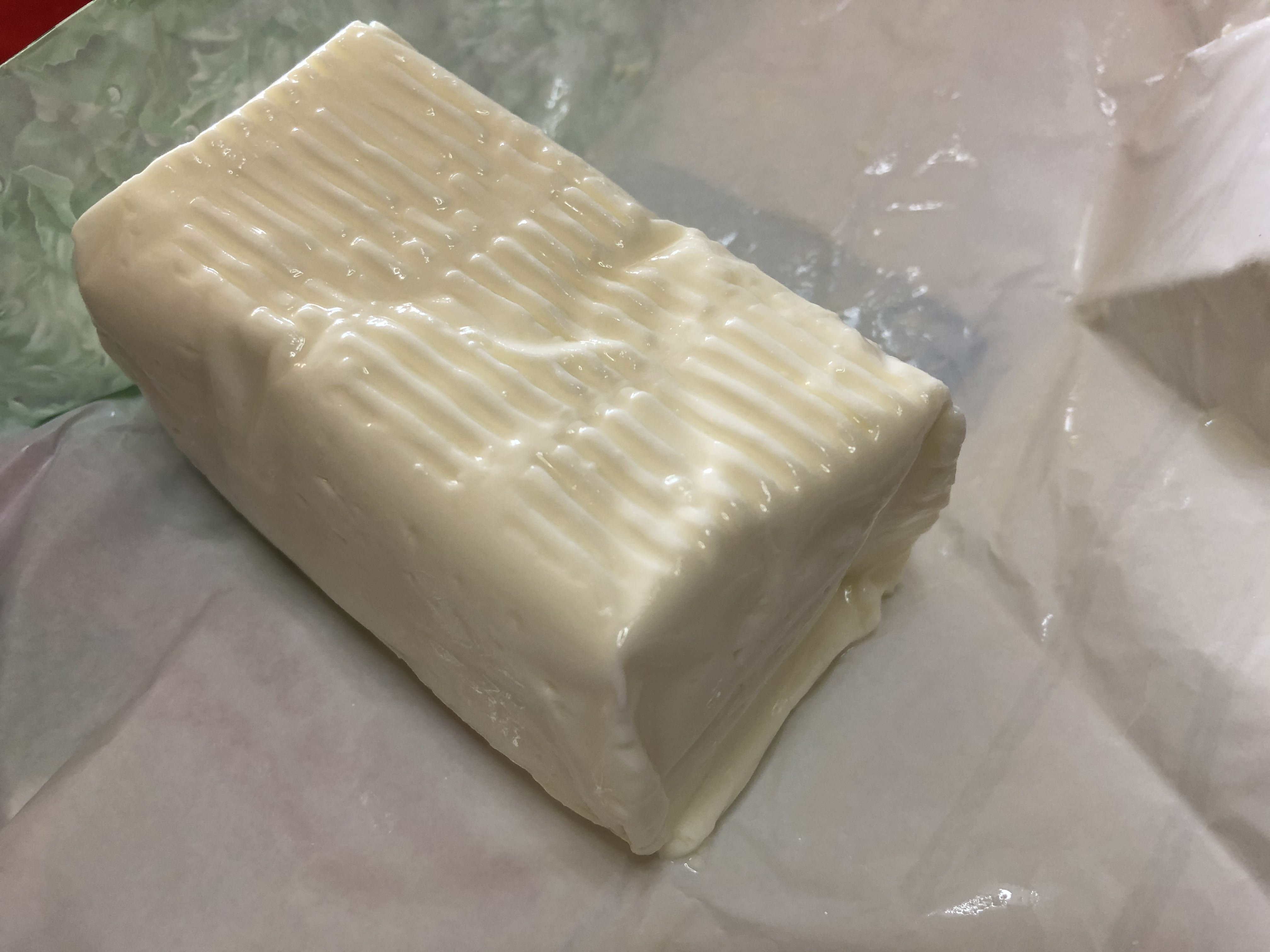
Stracchino
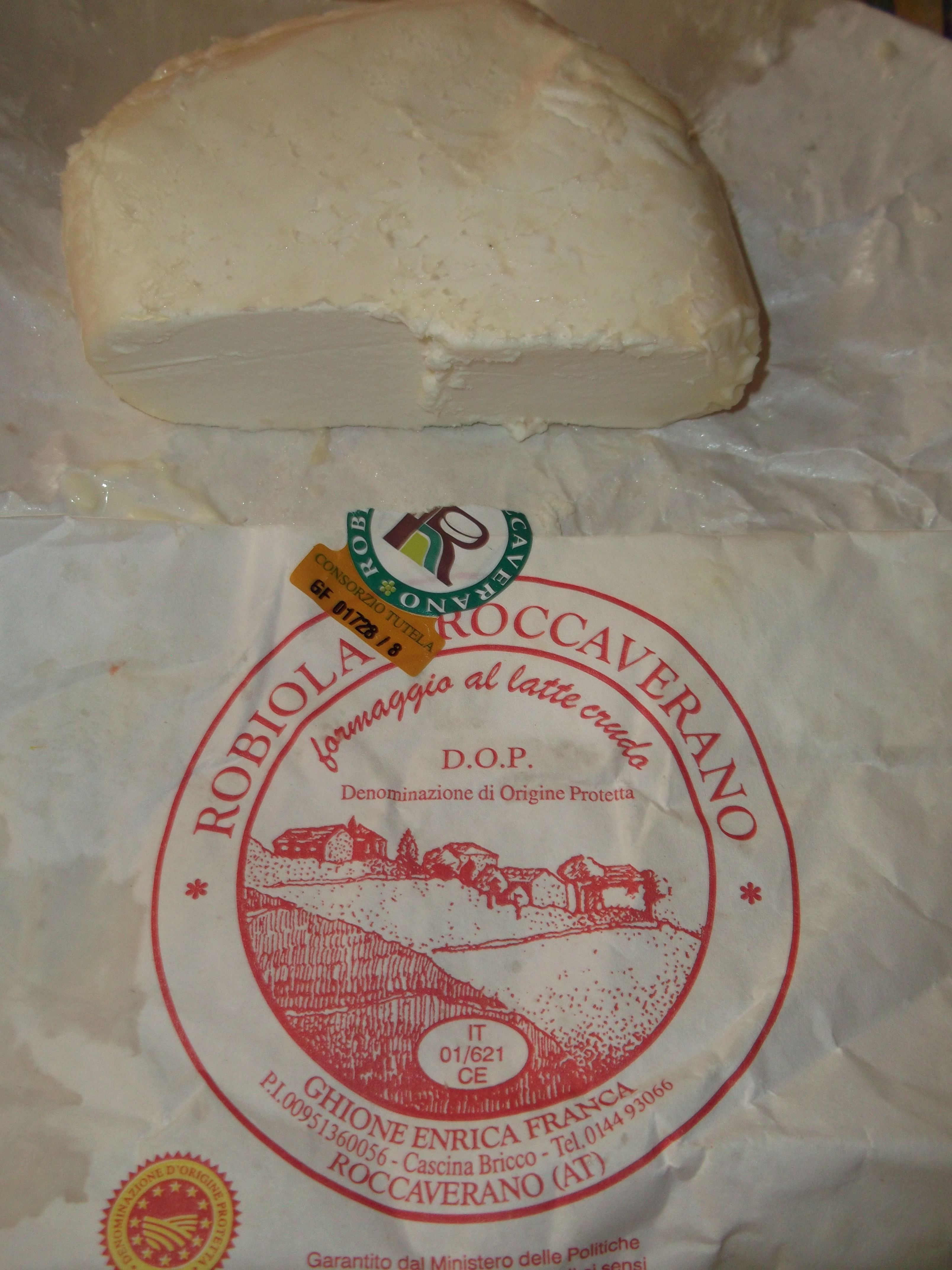
Robiola
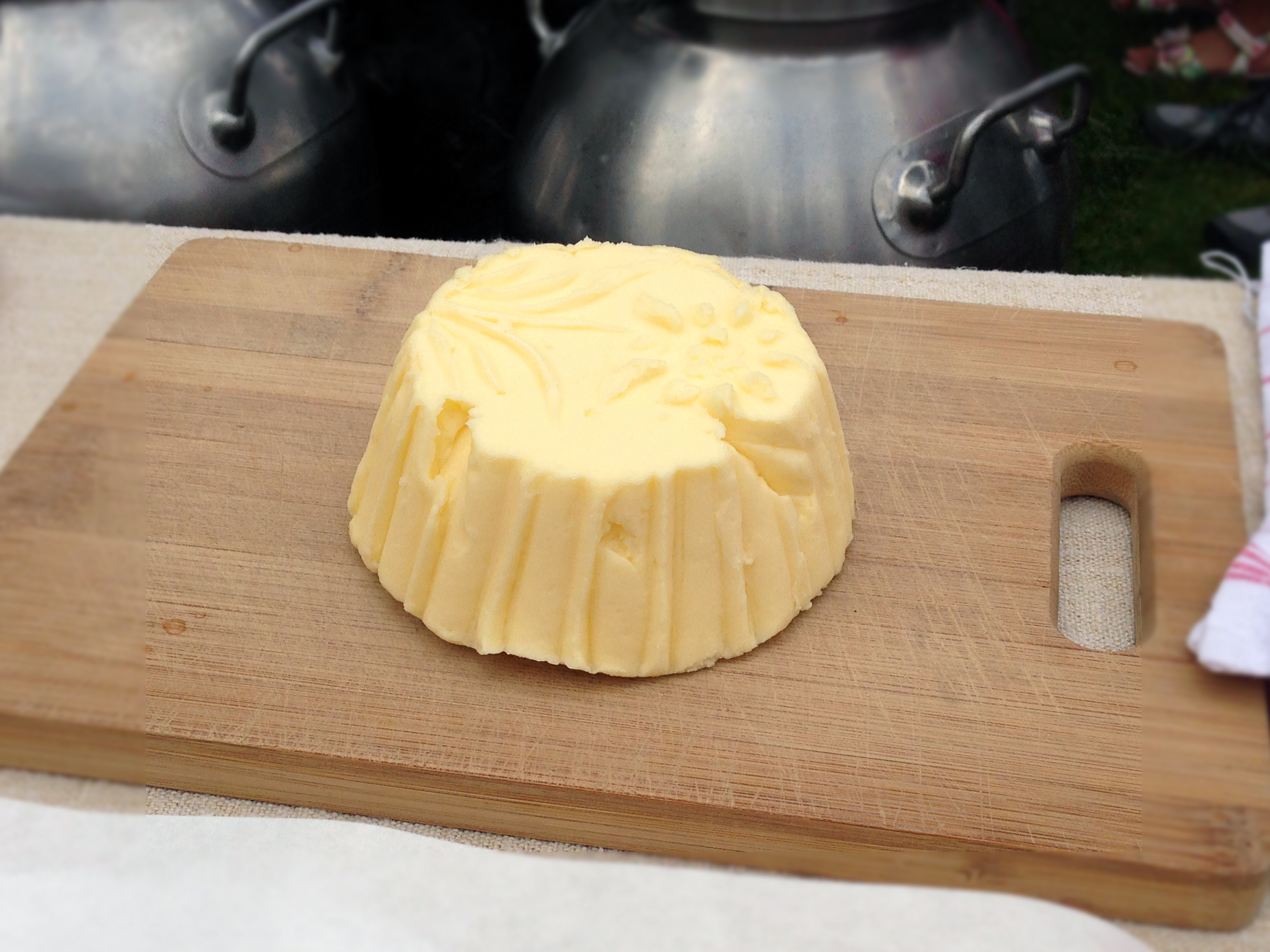
Burro artigianale
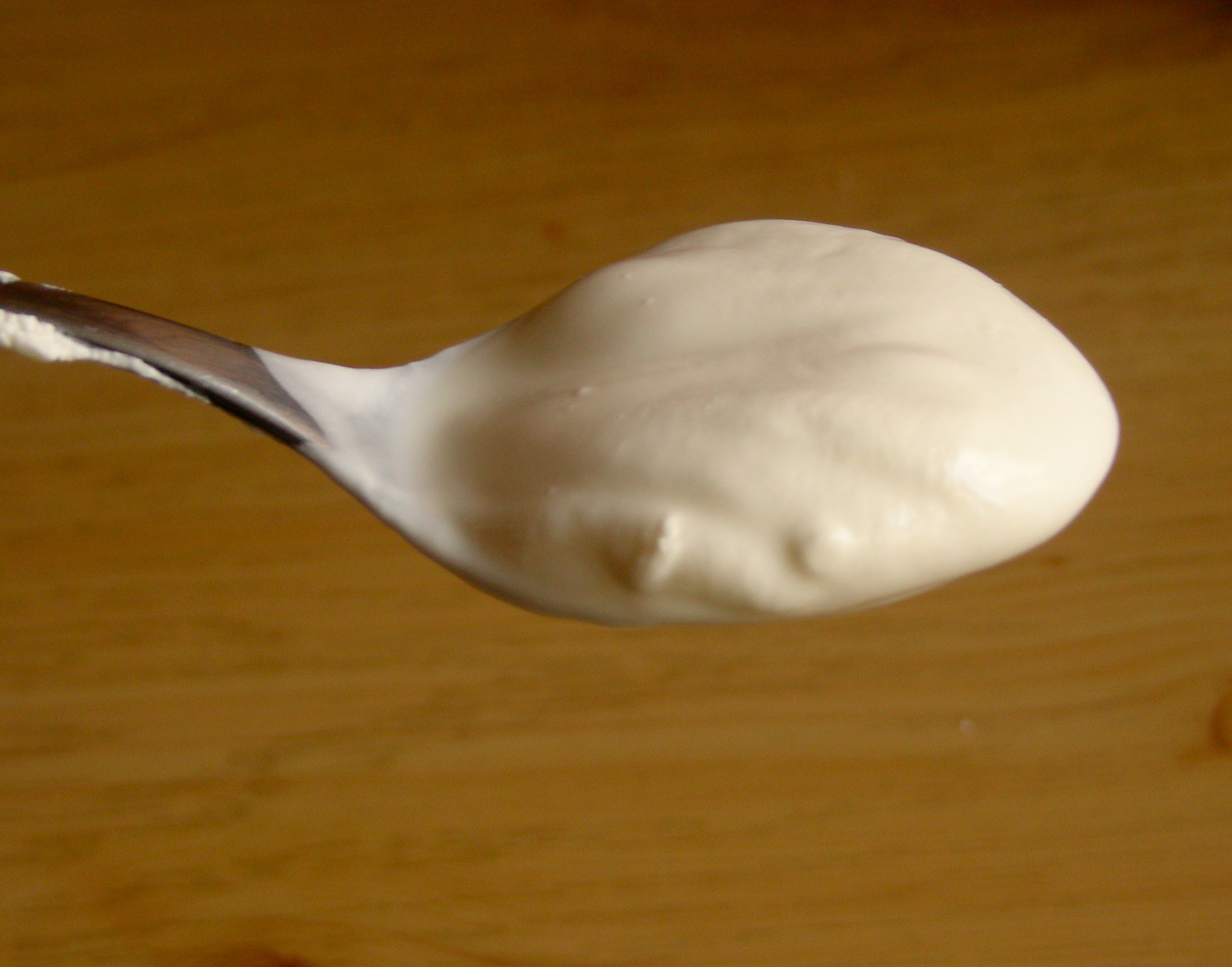
Panna
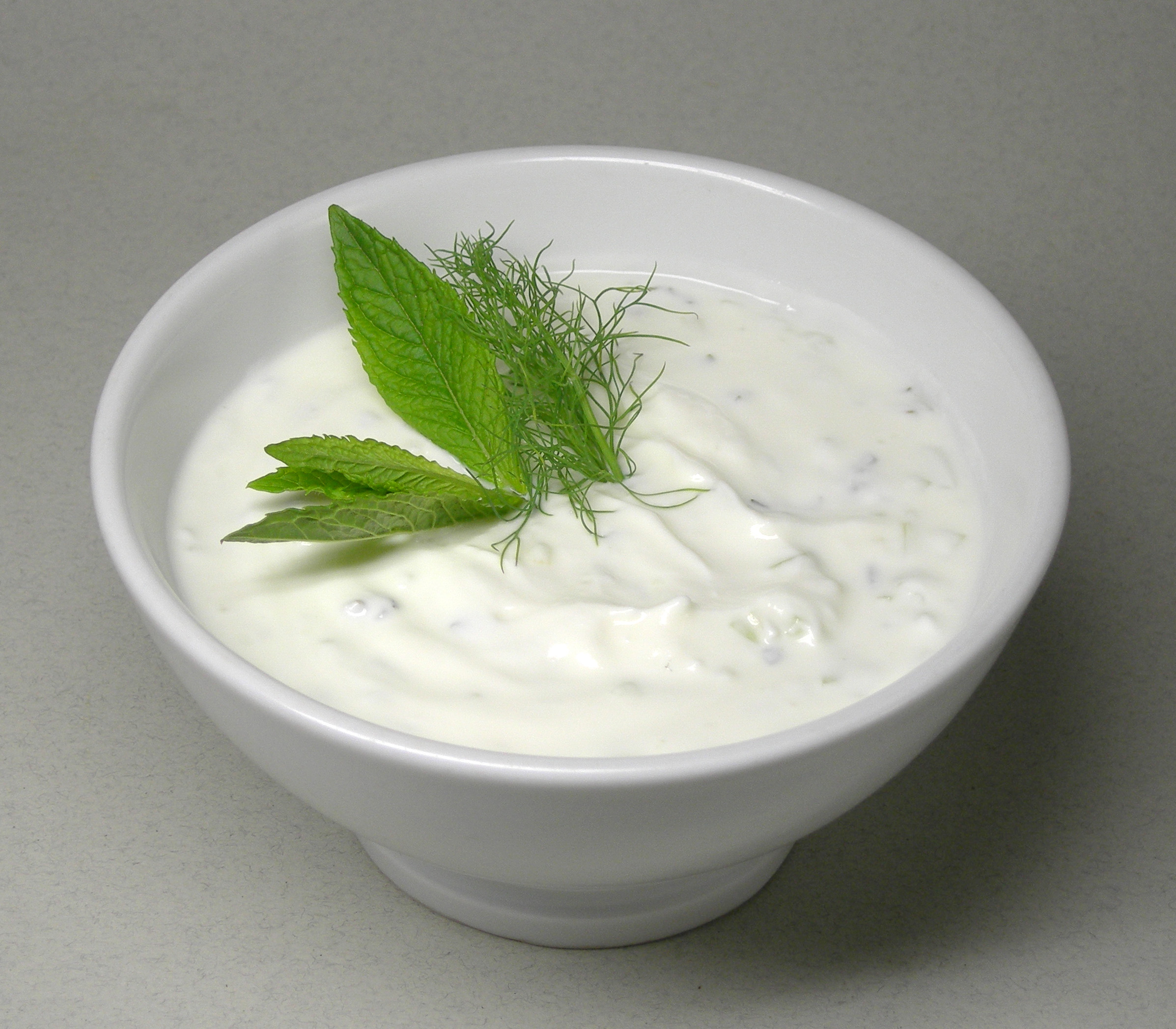
Yogurt